# دستکش سفید
دستکش سفید فیلمی است به کارگردانی پرویز خطیبی و محصول سال ۱۳۳۰ می‌باشد.

## خلاصه داستان
پسر و پدر هر دو شیفتهٔ دختری می‌شوند و هر کدام به صورتی سعی در جلب توجه دختر می‌کنند. پس از یک سلسله ماجرا و درگیری‌های متعدد سرانجام دختر با پسر ازدواج می‌کند.